# ملامراد تفرشی
ملا مراد تفرشی از عالمان شیعه در عهد صفوی و از شاگردان شیخ بهایی است.

## زندگی نامه
ملامراد تفرشی در سال ۹۴۰ خورشیدی در تفرش متولد شده است ، پدر او علیخان التفرشی است ، وی از فضلا و علمای  صاحب گفتار عصر خویش بوده و ازشاگردان شیخ بهایی می‌باشد.

## آثار
ملا مراد دو شرح و حاشیه بر کتاب "من لایحضره الفقیه" شیخ صدوق نوشته که با دست خط تایید شیخ بهایی در پشت جلد آن به یادگار مانده است. 

## فرزند
او پدر ظهیرالدین علی فمی تفرشی می‌باشد. 